# Steve Johnson (baloncestista)
Clarence Stephen "Steve" Johnson (n. Akron, Ohio, 3 de noviembre de 1957) es un exjugador de baloncesto estadounidense que jugó durante 10 temporadas en la NBA. Con 2,08 metros de altura, su posición en el campo era la de ala-pívot. Es recordado como un excelente jugador en el poste bajo, con unos muy buenos porcentajes de tiro, pero un deficiente defensor y reboteador.

## Trayectoria deportiva

### Universidad
Jugó durante 5 temporadas con los Beavers de la Universidad de Oregon State, siendo la estrella de su equipo en su último año, en 1981, cuando Oregon State partía como número 1 en las apuestas y que fue eliminado en las rondas finales de la NCAA. Esa temporada consiguió un récord universitario que todavía perdura, el de mejor porcentaje de tiro en una temporada, anotando 235 de 315 lanzamientos, con un porcentaje del 74,6 %. En sus cinco temporadas promedió 17,5 puntos y 6,8 rebotes por partido.

### Profesional
Fue elegido en la séptima posición del Draft de la NBA de 1981 por Kansas City Kings, donde jugó dos temporadas y media antes de ser traspasado a Chicago Bulls. Tras una temporada allí, firmó con San Antonio Spurs, donde, en el año que jugó, logró liderar la liga en porcentaje de tiro, con uno de los más altos de la historia de la NBA, un 63,2 %.
En 1986 fue traspasado a Portland Trail Blazers a cambio de Mychal Thompson, para crear pareja con Sam Bowie debajo de los tableros, pero éste se lesionó de gravedad, teniendo que hacer Johnson el papel de pívot, pasando a ocupar su lugar el veterano Caldwell Jones. Ese año completó su mejor temporada, promediando 16,8 puntos y 7,2 rebotes por partido. Tras 3 años en Portland, una inoportuna lesión hizo que entrara en su lugar Kevin Duckworth, con el que mantuvo una intensa polémica que propició que Johnson fuera incluido en el draft de expansión al año siguiente, siendo elegido por Minnesota Timberwolves. Descontento con el cambio, solamente jugó 4 partidos, forzando su traspaso a Seattle SuperSonics, donde apenas apareció en 21 partidos, siempre en minutos de la basura. Al año siguiente fichó por Golden State Warriors donde su situación no mejoró, retirándose ese mismo año.
En sus 10 temporadas como profesional promedió 11,7 puntos y 5,5 rebotes, con un 57,2 % de tiros de campo, el cuarto mejor de la historia de la liga, solamente por detrás de Artis Gilmore, Mark West y Shaquille O'Neal.

## Estadísticas de su carrera en la NBA

### Temporada regular
| Año     | Equipo       | PJ  | PT  | MPP  | %TC  | %3P  | %TL  | RPP | APP | ROB | TPP | PPP  |
| ------- | ------------ | --- | --- | ---- | ---- | ---- | ---- | --- | --- | --- | --- | ---- |
| 1981-82 | Kansas City  | 78  | 50  | 22.3 | .613 | –    | .642 | 5.9 | 1.2 | .5  | 1.1 | 12.8 |
| 1982-83 | Kansas City  | 79  | 21  | 19.5 | .624 | –    | .574 | 5.0 | 1.2 | .5  | 1.1 | 11.7 |
| 1983-84 | Kansas City  | 50  | 12  | 17.9 | .553 | –    | .571 | 5.0 | 1.3 | .4  | 1.0 | 9.6  |
| 1983-84 | Chicago      | 31  | 9   | 19.2 | .571 | –    | .582 | 5.4 | .6  | .5  | .7  | 9.4  |
| 1984-85 | Chicago      | 74  | 54  | 22.4 | .545 | .000 | .718 | 5.9 | .9  | .5  | .8  | 10.0 |
| 1985-86 | San Antonio  | 71  | 55  | 25.7 | .632 | –    | .694 | 6.5 | 1.3 | .6  | .9  | 13.8 |
| 1986-87 | Portland     | 79  | 74  | 29.7 | .556 | –    | .698 | 7.2 | 2.0 | .6  | 1.0 | 16.8 |
| 1987-88 | Portland     | 43  | 33  | 24.4 | .529 | .000 | .586 | 5.6 | 1.3 | .4  | .7  | 15.4 |
| 1988-89 | Portland     | 72  | 11  | 20.5 | .524 | –    | .527 | 5.0 | 1.5 | .3  | .6  | 10.0 |
| 1989-90 | Minnesota    | 4   | 0   | 4.3  | .000 | –    | –    | .8  | .3  | .0  | .0  | .0   |
| 1989-90 | Seattle      | 21  | 0   | 11.5 | .533 | –    | .600 | 2.4 | .8  | .1  | .2  | 5.6  |
| 1990-91 | Golden State | 24  | 8   | 9.5  | .540 | –    | .595 | 2.4 | .7  | .2  | .2  | 3.8  |
| Total   | Total        | 626 | 327 | 21.8 | .572 | .000 | .634 | 5.5 | 1.2 | .5  | .8  | 11.7 |

### Playoffs
| Año   | Equipo      | PJ | PT | MPP  | %TC  | %3P | %TL   | RPP  | APP | ROB | TPP | PPP  |
| ----- | ----------- | -- | -- | ---- | ---- | --- | ----- | ---- | --- | --- | --- | ---- |
| 1985  | Chicago     | 3  | 0  | 7.3  | .286 | –   | 1.000 | 1.7  | .7  | .0  | .0  | 2.0  |
| 1986  | San Antonio | 3  | 0  | 17.7 | .333 | –   | .455  | 2.0  | .7  | .0  | .3  | 5.0  |
| 1987  | Portland    | 4  | 4  | 34.3 | .459 | –   | .628  | 10.0 | .5  | .5  | .3  | 20.8 |
| 1989  | Portland    | 3  | 0  | 11.3 | .250 | –   | 1.000 | 2.0  | .0  | .7  | .0  | 2.3  |
| Total | Total       | 13 | 4  | 18.9 | .407 | –   | .627  | 4.4  | .5  | .3  | .2  | 8.5  |